# Caniapiscau
Pour les articles homonymes, voir Caniapiscau (homonymie).
Pour Caniapiscau (Territoire non organisé), voir Caniapiscau (Territoire non organisé).
Caniapiscau est une municipalité régionale de comté du Québec, au Canada, située dans la région administrative de la Côte-Nord. Plus de la moitié des 4 024 habitants de la région réside dans son chef-lieu, Fermont.
En 2021, la MRC de Caniapiscau possède le revenu médian après impôt des familles le plus élevé du Québec, soit 153 030 dollars.

## Géographie
La municipalité régionale de comté MRC de Caniapiscau est en fait constituée de trois territoires non limitrophes, tous situés au sud du 55e parallèle nord mais séparés par des sections de territoire de Terre-Neuve-et-Labrador.

### Entités territoriales
La MRC est constituée de deux  municipalités locales et quatre territoires non organisés. Son territoire inclut aussi deux réserves indiennes et une terre réservée, qui n'en font pas juridiquement partie.
| Nom                  | Statut                        | Population 2021 | Superficie (km2) | Densité (h/km2) | Ref. |
| -------------------- | ----------------------------- | --------------- | ---------------- | --------------- | ---- |
| Caniapiscau          | Territoire non organisé       | 0               | 39 985,7         | 0               |      |
| Fermont              | Ville                         | 2 256           | 495,5            | 4,55            |      |
| Kawawachikamach      | Terres réservées aux Naskapis | 641             | 33,37            | 19,21           |      |
| Lac-John             | Réserve indienne              | 21              | 0,23             | 91,3            |      |
| Lac-Juillet          | Territoire non organisé       | 0               | 3 545,5          | 0               |      |
| Lac-Vacher           | Territoire non organisé       | 44              | 542,8            | 0,08            |      |
| Matimekosh           | Réserve indienne              | 661             | 0,65             | 1 016,92        |      |
| Rivière-Mouchalagane | Réserve indienne              | 15              | 34 645,1         | 0               |      |
| Schefferville        | Ville                         | 244             | 39               | 6,26            |      |
| Total                | Total                         | 3 882           | 79 253,6         | 0,05            |      |

## Démographie
| 1986  | 1991  | 1996  | 2001  | 2006  | 2011  | 2021  |
| ----- | ----- | ----- | ----- | ----- | ----- | ----- |
| 4 667 | 4 832 | 4 446 | 4 170 | 3 948 | 4 260 | 3 882 |